# アベ政治を許さない
アベ政治を許さない（アベせいじをゆるさない）は、2015年（平成27年）に作家の澤地久枝が考案した政治スローガンである。アベとは当時の内閣総理大臣である安倍晋三のこと。いわゆる安保法制に反対するためのスローガンであったが、俳人の金子兜太による揮毫が政治デモや抗議活動におけるポスターやプラカードに採用され、同年の「ユーキャン新語・流行語大賞」のトップ10にも選出されている。

## 概要
2015年5月に安全保障関連法案が国会に提出された（同年9月に成立）。澤地久枝はそれに抗議するたこのめこのスローガンを考案し、揮毫を旧知の仲である金子兜太に依頼した。すでに金子は俳壇における重鎮的存在だったが、その揮毫は「「許」の字を特に大きく力強く、首相の名字をカタカナで表記」する大胆なもので、依頼した澤地さえ驚かせるものだった。また金子本人のインタビューによればこの揮毫は「一発書き」だった。
当時の首相である安倍晋三の姓が「アベ」とカタカナ書きにされている理由については「漢字はもったいないから」「〔安倍という字から連想されるように〕安寧が倍になるどころかどんどん脅かされていくから」のように説明・解説されている。
このスローガンは安保法制反対運動のシンボルにもなったが、一方で安倍政権の政策に反対する野党や安倍晋三個人を批判する人々が使うスローガンとしてのイメージが定着したといわれることもある。